# Cyclothone parapallida
Cyclothone parapallida és una espècie de peix pertanyent a la família dels gonostomàtids.

## Descripció
- Pot arribar a fer 6,7 cm de llargària màxima.[5][6]

## Hàbitat
És un peix marí, mesopelàgic i batipelàgic que viu entre 0-3.140 m de fondària (normalment, entre 900 i 1.250).

## Distribució geogràfica
Es troba a la regions equatorials de l'Atlàntic fins al voltant de la latitud 25°N, l'Atlàntic sud-occidental (el nord-est del Brasil) i el Pacífic occidental central (les mars de Salomó i del Corall).

## Observacions
És inofensiu per als humans.